# Médio Jaguaribe
Médio Jaguaribe is een van de 33 microregio's van de Braziliaanse deelstaat Ceará. Zij ligt in de mesoregio Jaguaribe en grenst aan de mesoregio's Sertões Cearenses in het noordwesten en westen en Centro-Sul Cearense in het zuiden en de microregio's Serra do Pereiro in het zuidoosten en oosten en Baixo Jaguaribe in het noordoosten. De microregio heeft een oppervlakte van ca. 4305 km². Midden 2004 werd het inwoneraantal geschat op 63.918.
Drie gemeenten behoren tot deze microregio:
- Jaguaretama
- Jaguaribara
- Jaguaribe

Mesoregio's: Centro-Sul Cearense · Jaguaribe · Metropolitana de Fortaleza · Noroeste Cearense · Norte Cearense · Sertões Cearenses · Sul Cearense

Microregio's: Baixo Curu · Baixo Jaguaribe · Barro · Baturité · Brejo Santo · Canindé · Cariri · Caririaçu · Cascavel · Chapada do Araripe · Chorozinho · Coreaú · Fortaleza · Ibiapaba · Iguatu · Ipu · Itapipoca · Lavras da Mangabeira · Litoral de Aracati · Litoral de Camocim e Acaraú · Médio Curu · Médio Jaguaribe · Meruoca · Pacajus · Santa Quitéria · Serra do Pereiro · Sertão de Crateús · Sertão de Inhamuns · Sertão de Quixeramobim · Sertão de Senador Pompeu · Sobral · Uruburetama · Várzea Alegre